# No. 3 Squadron RAF
No. 3 Squadron RAF – brytyjska jednostka lotnicza utworzona w maju 1912 w Larkhill w hrabstwie Wiltshire jako Air Battalion Royal Engineers.
W momencie reorganizacji i utworzenia Royal Flying Corps 12 maja 1912 roku jednostka została przemianowana na No. 3 Squadron, Royal Flying Corps. Jednostka jako pierwsza w RFC została wyposażona w sprzęt latający cięższy od powietrza.
Z wybuchem I wojny światowej jednostka została przeniesiona na terytorium Francji. W jednostce służył od czerwca 1913 roku do stycznia 1916 roku jako mechanik jeden z największych asów myśliwskich I wojny światowej – James McCudden.
Piloci jednostki wykonywali zadania rozpoznawcze. 1 stycznia 1917 roku jednostka została przezbrojona w samoloty Morane-Saulnier L, Morane-Saulnier N i z obserwacyjno-rozpoznawczej przemianowana na myśliwską. 
W całym okresie I wojny światowej odniosła ponad 120 zwycięstw. 
Łącznie w jednostce w okresie I wojny światowej służyło dziewięciu asów myśliwskich m.in.: 
- Douglas John Bell[2] (17), George Raby Riley (13), Will Hubbard (10), Adrian Winfrid Franklyn (7), Hazel LeRoy Wallace[3] (6), Lloyd Andrews Hamilton[4](5), David James Hughes (5), William Henry Maxted (5), Neil Ritz Smuts (5)[5], John William Aldred (3).

## Okres międzywojenny
Z Francji do Anglii jednostka powróciła w lutym 1919 roku. Formalnie została rozwiązana 27 października 1920 roku. 1 kwietnia 1920 została ponownie powołana do życia w Indiach jako jednostka myśliwska wyposażona w samoloty Sopwith Snipe. Jednostkę ponownie rozwiązano w październiku 1921 roku. Natychmiast została odtworzona w Szkocji jako jednostka obserwacyjna lotnictwa morskiego wyposażona najpierw w samoloty Airco DH.9A, a następnie w Westland Walrus. W kwietniu 1924 roku została przeformowana jako jednostka myśliwska lądowa i do 1935 roku operowała na terytorium Wielkiej Brytanii. W 1935 roku jednostka brała udział w walkach podczas wojny włosko-abisyńskiej 1935-1936. Operowała wówczas na samolotach Bristol Bulldog.
W sierpniu 1936 roku jednostka powróciła do Wielkiej Brytanii i w 1937 roku została przezbrojona w samoloty Gloster Gladiator, a w marcu 1938 w Hawker Hurricane.